# Fininvest
Fininvest S.p.A. (Akronym aus Finanziaria d'investimento) ist eine italienische Holdinggesellschaft mit Sitz in Mailand.
Die Holding wurde 1978 von Silvio Berlusconi gegründet und besteht aus mehreren Unternehmen, darunter MFE – MediaForEurope, der größte Anbieter für kommerzielles Fernsehen in Italien und Spanien sowie Aktionär der deutschen ProSiebenSat.1-Media-Gruppe, Arnoldo Mondadori Editore, eine italienische Verlagsgruppe und der größte Buchverlag Italiens, die Banca Mediolanum, ein Finanzdienstleistungs- und Versicherungsunternehmen, das Teatro Manzoni in Mailand sowie der Fußballklub AC Monza.

## Struktur und Anteile
(Stand: August 2023)
- MFE – MediaForEurope 50 %
- Arnoldo Mondadori Editore 53,3 %
- Banca Mediolanum 30 %
- Teatro Manzoni 100 %
- AC Monza 100 %

### Ehemalige Unternehmen
- Il Giornale (abgetreten)
- Libero (abgetreten)
- Reteitalia (aufgelöst)
- Standa (ausgegliedert und abgetreten)
- Edilnord (abgetreten)
- Programma Italia (in Mediolanum übergegangen)
- Silvio Berlusconi Editore (in Mondadori übergegangen)
- Medusa Film (in Mediaset übergegangen)
- Jumpy (in Mediaset übergegangen)
- TELE+ (abgetreten)
- Pagine Utili (abgetreten)
- Il Foglio (abgetreten)
- AC Milan (abgetreten)
- MolMed (abgetreten)

## Geschichte
Durch ein Gerichtsurteil wurde in Italien in den 1970er Jahren privates Regionalfernsehen zugelassen. Nach und nach bildeten sich aus den einzelnen Stationen vier große landesweite Senderketten heraus. Fininvest hatte Anteile an einer Kette, Canale 5. Italia 1 und Rete 4 dagegen gehörten Großverlegern, Euro TV dem Parmalat-Konzern. Dem Unternehmen Berlusconis gelang es in der Folgezeit, auch die Programme Italia 1 und Rete 4 zu übernehmen und damit eine beherrschende Stellung im italienischen Privatfernsehbereich zu erhalten.
Am 9. Juli 2011 entschied in letzter Instanz ein Berufungsgericht in Mailand, dass Fininvest der Holding Compagnie Industriali Riunite (CIR) einen Schadenersatz in Höhe von rund 560 Millionen Euro zahlen muss. Hintergrund ist der Übernahmekampf um das italienische Verlagshaus Mondadori, den die Berlusconi-Holding gewonnen hatte. Der Konkurrent CIR, war bei dem Geschäft aufgrund einer früheren Gerichtsentscheidung leer ausgegangen. Später stellte sich heraus, dass der Richter damals bestochen worden war.

## Kritik
Ein Großteil der Gerichtsverfahren gegen den ehemaligen Inhaber der Holding und Ministerpräsidenten Silvio Berlusconi stehen in direktem Zusammenhang mit Fininvest. Unter anderem wird ihm Bilanzfälschung und Korruption in der sogenannten Vicenda SME vorgeworfen.
In dem Verfahrenskomplex Lodo Retequattro wird seit 1988 über die Verfassungsmäßigkeit des analogen Sendebetriebs des Fernsehsenders Rete 4 verhandelt. Die italienische Verfassung verbietet den Besitz von mehr als 25 Prozent der nationalen Fernsehsender, beziehungsweise mehr als drei Sendern. Da die Holding von Silvio Berlusconi zusätzlich eine Zeitung und ein Verlagshaus kontrolliert, kritisieren die italienischen Mitte-links-Parteien und internationalen Medien die Machtakkumulation und die mangelnde Pluralität in der italienischen Medienlandschaft.